# Okole (powiat szczecinecki)
Okole – (do 1945 niem. Wuckel) wieś w Polsce położona w województwie zachodniopomorskim, w powiecie szczecineckim, w gminie Borne Sulinowo.
We wsi znajduje się murowany, neoklasycystyczny dwór z 1892 r. wybudowany w miejscu starszego obiektu, który był otoczony ogrodem. W drugiej połowie XIX w., ogród znajdujący się obok dworu stopniowo przekształcono w mały park krajobrazowy, który ozdabiało małe jeziorko przylegające od południowego wschodu.
We wsi znajduje się niewielki kościół neogotycki pod wezwaniem św. Wojciecha, wzniesiony w 1914 roku. 

## Przypisy

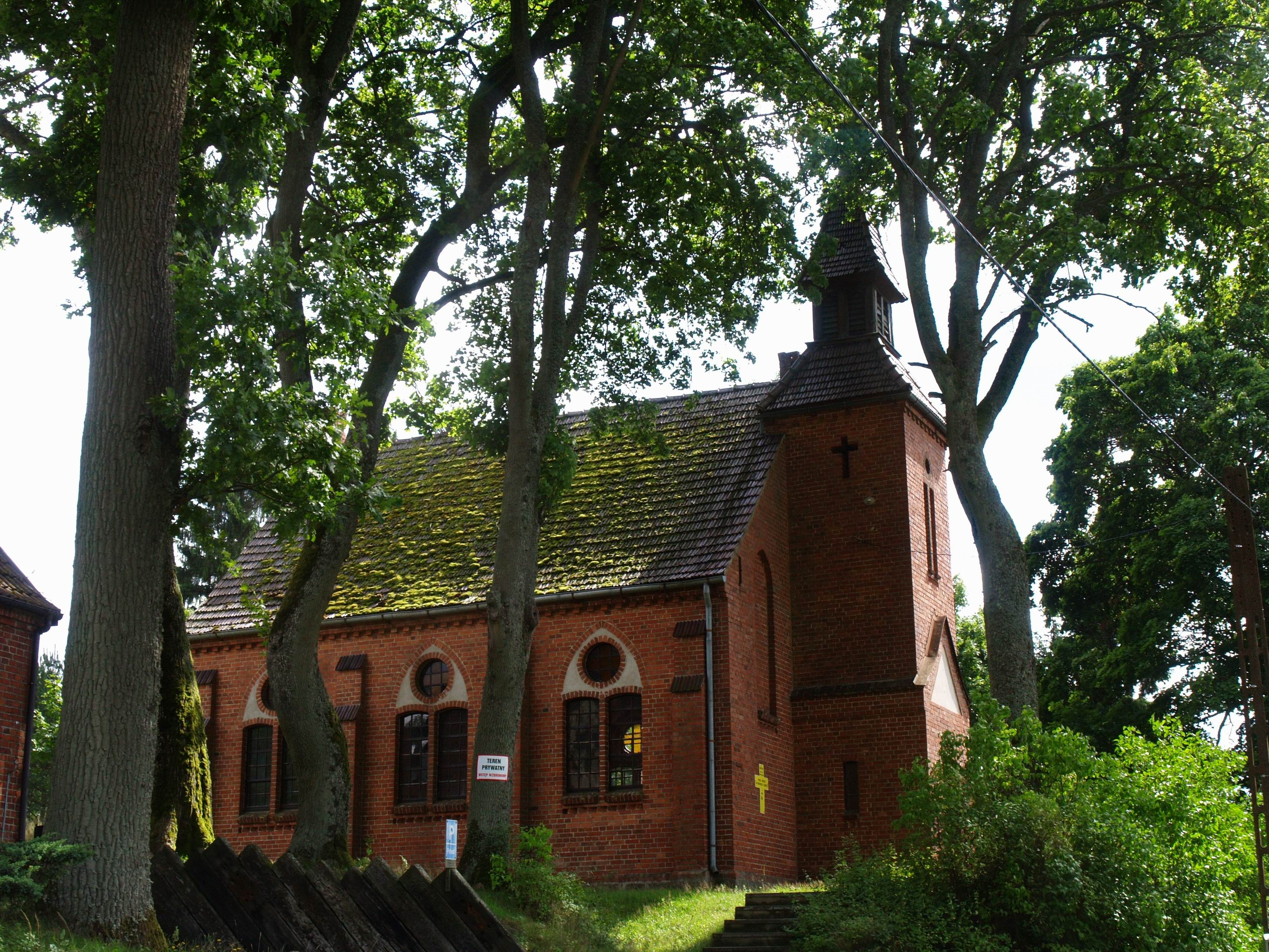
Kościół w Okolu